# St. Stephanus (Golkrath)

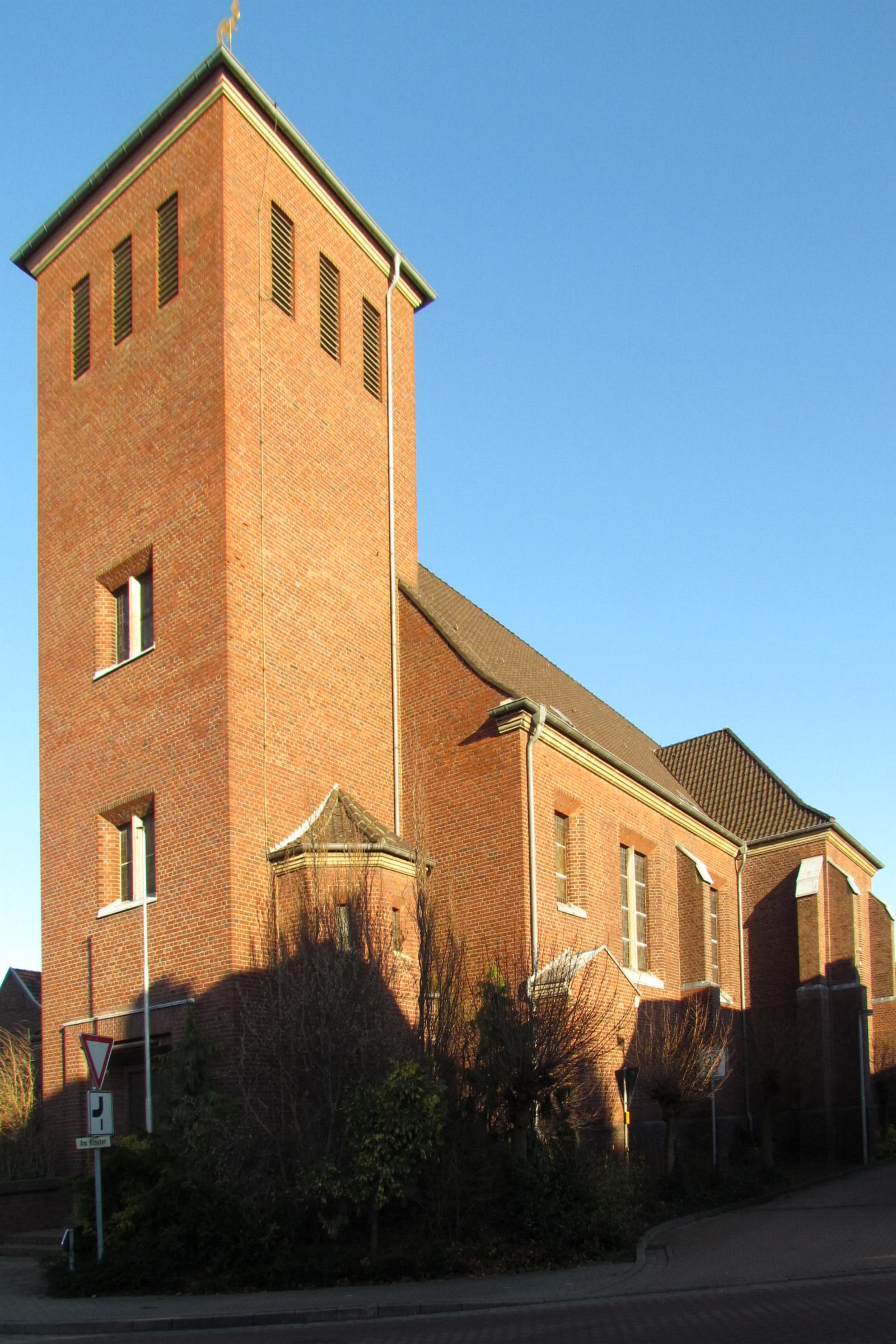
St. Stephanus in Golkrath

Die Kirche St. Stephanus ist die römisch-katholische Filialkirche des Ortsteils Golkrath der Stadt Erkelenz im Kreis Heinsberg (Nordrhein-Westfalen).

## Geschichte
Eine erste Kapelle in Golkrath wurde im Jahr 1705 errichtet. Zuvor hat es im Ort keinen Sakralbau gegeben. Zu dieser Zeit gehörte Golkrath pfarrlich zu Kleingladbach. Diese Kapelle wurde 1810 durch ein größeres Gotteshaus ersetzt. Diese wurde bis in die 1850er Jahre mehrmals erweitert. Am 6. Dezember 1851 wurde Golkrath schließlich eigenständige Pfarrgemeinde. 
In den 1880er Jahren entstand der Wunsch in der Pfarrgemeinde eine neue Kirche, anstatt der Kapelle zu errichten. Vermutlich Anfang der 1890er Jahre wurde der Kölner Architekt Josef Seché mit der Planung eines neuen Gotteshauses beauftragt. Jedoch wurden die zwei ersten Entwürfe von der Kölner Kirchenbehörde nicht genehmigt und der Gedanke kam auf, einen anderen Architekten zu beauftragen. Daraufhin wurde der letzte Plan plötzlich doch genehmigt. Im Jahr 1897 wurde schließlich mit dem Bau der neuen Kirche begonnen. Grundsteinlegung war am 9. Mai 1897 und die komplette Fertigstellung erfolgte am 22. Dezember 1898. Entstanden war eine dreischiffige Hallenkirche mit Querschiff, vorgesetztem Glockenturm und dreiseitig geschlossenem Chor im Baustil der Neugotik. 
Dieses Bauwerk bestand jedoch keine 50 Jahre, denn am 25. Februar 1945 wurde der Glockenturm von deutschen Truppen gesprengt. Durch die Sprengung wurde nicht nur der Turm, sondern das gesamte Gotteshaus bis auf die Grundmauern zerstört. Einen Tag später, am 26. Februar, wurde Golkrath von den Amerikanern erobert. Im Jahr 1949 wurde mit dem Wiederaufbau begonnen. Die Pläne dafür lieferten die beiden Rheydter Architekten Müller und Wolters. Dabei wurden die vorhandenen Mauerreste in den Neubau mit einbezogen. Erkennbar sind nach wie vor das Querschiff und der dreiseitig geschlossene Chor und die Sakristei, die als einziger Teil komplett von 1897/98 mit Gewölbe erhalten ist. Als Decke dienen keine Gewölbe mehr, sondern eine flache Holzdecke. Am 21. Oktober 1951 konnte die wieder aufgebaute Kirche durch den Aachener Weihbischof Friedrich Hünermann eingeweiht werden.
Seit 2010 ist Golkrath keine eigenständige Pfarrgemeinde mehr. Sie wurde mit einigen anderen ehemaligen Pfarreien zur Pfarre St. Lambertus Erkelenz fusioniert. 2015 wurde diese wiederum mit der Pfarre St. Maria und Elisabeth Erkelenz zur neuen Großpfarre Christkönig fusioniert.

## Ausstattung
In der Kirche haben sich zum Teil noch einige recht alte Ausstattungsstücke erhalten. Besonders hervorzuheben ist eine Madonna mit Jesukind von 1520, die aus dem Kloster Hohenbusch stammt, eine Herz-Jesu- und eine Madonna-Figur des Erkelenzer Bildhauers Franz Xaver Haak, welche nach 1900 entstanden sind, die Figurengruppe „Der Tod des Josef von Nazareth“ und eine Pieta aus der Zeit um 1900 des Erkelenzer Bildhauers Peter Tillmann. Neben diesen Ausstattungsstücken besitzt die Kirche eine moderne Ausstattung.

## Glocken
Im Jahr 1908 goss die Glockengießerei Otto aus Hemelingen/Bremen vier Bronzeglocken (d′ – e′ – gis′ – g′) für St. Stephanus. Von diesem Geläut hat nur die kleine g-Glocke die Glockenbeschlagnahmen der beiden Weltkriege nicht überlebt und wurde 1951 von Otto neu gegossen.
| Nr. | Name           | Durchmesser (mm) | Masse (kg, ca.) | Schlagton (HT-1/16) | Gießer                                   | Gussjahr |
| 1   | Maria          | 1.440            | 1.963           | d1 -2               | Karl Otto (I), Fa. F. Otto, Hemelingen   | 1908     |
| 2   | Stephanus      | 1.280            | 1.380           | e1 -3               | Karl Otto (I), Fa. F. Otto, Hemelingen   | 1908     |
| 3   | Hermann-Joseph | 1.120            | 955             | fis1 -4             | Karl Otto (I), Fa. F. Otto, Hemelingen   | 1908     |
| 4   | Anna           | 1.080            | 818             | g1 -4               | Karl Otto (III), Fa. F. Otto, Hemelingen | 1951     |

Motiv: Regina coeli

## Pfarrer
Folgende Priester wirkten bis zur Auflösung der Pfarre 2010 als Pfarrer an St. Stephanus:
- 1851–1866: Anton Bisges
- 1924–1950: Robert Hortmanns
- 1950–1971: Adolf Walgenbach
- 1971–1975: Anton Lintzen
- 1975–1979: Johannes Storcken
- 1980–1985: Bernhard Otten
- 1985–1993: Richard Laumen
- 1993–2004: Hans Schmitz
- 2004–2007: Dieter Plewnia
- 2007–2010: Werner Rombach